# Тамара Беручашвілі
Тамара Гурамівна Беручашвілі (груз. თამარ ბერუჩაშვილი, нар. 9 квітня 1961, Тбілісі, Грузія) — грузинська державна діячка й дипломатка. Міністр торгівлі та зовнішньоекономічних відносин Грузії в 1998—2000 роках, міністр з питань європейської та євроатлантичної інтеграції Грузії в 2004 році, міністр закордонних справ Грузії в 2014—2015 роках, посол Грузії у Великій Британії з 2016 до 2020 року.

## Біографія
Беручашвілі закінчила московський Університет дружби народів імені Патріса Лумумби 1985 року, навчалася на факультетах фізико-математичних і природничих наук, а також іноземних мов. За освітою — хімік, перекладач з французької. З 1986 по 1990 рік працювала старшою лаборанткою в Інституті фармакології ім. Кутателадзе Академії наук Грузинської РСР. У 1990—1992 роках була старшим фахівцем міжнародного відділу співробітництва в міністерстві науки і техніки Грузії. У 1992 році закінчила Міжнародний центр менеджменту ЮНЕСКО. У 1992—1994 роках працювала в державному комітеті зовнішньоекономічних зв'язків Грузії, була адміністраторкою координаційного бюро програми ТАСІС. У 1994—1996 роках працювала в міністерстві науки і техніки Грузії, в координаційному бюро програми ТАСІС займала пост заступниці виконавчого директора.
З 1996 по 1998 рік Беручашвілі вчилася в магістратурі Індіанського університету в Блумінгтоні, отримала спеціальність магістр державного правління. В цей час проходила інтернатуру в Центрі стратегічних і міжнародних досліджень у Вашингтоні. Після повернення з США в червні-серпні 1998 року займала пост заступниці міністра торгівлі і зовнішньоекономічних відносин Грузії, потім з 1998 по 2000 рік — міністра.
Беручашвілі із червня 2000 року по грудень 2003 року займала пост заступниці міністра закордонних справ Грузії, з грудня 2003 року — заступниці державного міністра Грузії з питань європейської і євроатлантичної інтеграції, була національним координатором програми Євросоюзу. У лютому-грудні 2004 року працювала на посаді державного міністра з питань інтеграції з європейськими і євроатлантичними структурами. З грудня 2004 року по грудень 2011 року — перша заступниця державного міністра з питань інтеграції з європейськими і євроатлантичними структурами. У 2011—2012 роках була головною радницею віцепрем'єра — державного міністра з питань європейської та євроатлантичної інтеграції. З листопада 2012 року по березень 2013 року знову працювала заступницею державного міністра з питань європейської та євроатлантичної інтеграції.
25 березня 2013 року призначена на посаду заступниці міністра закордонних справ Грузії, займалася питаннями євроатлантичної інтеграції. 7 листопада 2014 року призначена виконувачкою обов'язків першого заступника міністра закордонних справ. 11 листопада 2014 року призначена міністром закордонних справ Грузії, займала цей пост до 1 вересня 2015 року. У березні 2016 року призначена послом Грузії у Великій Британії.

## Родина
Одружена, має двох дітей.